# Ophiothrix panchyendyta
Ophiothrix panchyendyta is een slangster uit de familie Ophiotrichidae.
De wetenschappelijke naam van de soort werd in 1911 gepubliceerd door Hubert Lyman Clark.